# Gustey
Gustey (llamada oficialmente Santiago de Gustei) es una parroquia y un lugar del municipio español de Coles, en la provincia de Orense, Galicia.

## Toponimia
La parroquia también es conocida por el nombre de Santiago de Gustey.

## Organización territorial
La parroquia está formada por ocho entidades de población:
- Boncomenzo (Boncomezo)
- Gustei
- Pobadura
- Seara Vella
- Sequeiros
- Sobral
- Soutullo de Arriba
- Vilarnaz

## Demografía

### Parroquia
| Gráfica de evolución demográfica de Gustey (parroquia) entre 2000 y 2022 |
|                                                                          |
| Datos según el nomenclátor publicado por el INE.                         |

### Lugar
| Gráfica de evolución demográfica de Gustei (lugar) entre 2000 y 2022 |
|                                                                      |
| Datos según el nomenclátor publicado por el INE.                     |